# Gberedou/Hamana
Gberedou/ Hamana är ett kulturlandskap beläget cirka 50 km nordost om Kouroussa och 40 km sydväst om Kankan i Guinea. Området är av stor betydelse för Mendinkafolkets kultur och religion.

## Världsarvsstatus
29 mars 2001 sattes kulturlandskapet upp på Guineas tentativa världsarvslista.